# GSC4019-2973
GSC4019-2973 — хімічно пекулярна зоря спектрального класу A, що має видиму зоряну величину в
смузі V приблизно 10.3.
.

## Пекулярний хімічний вміст
Зоряна атмосфера GSC4019-2973 має підвищений вміст Si.